# Ángela García Codoñer
Ángela García Codoñer (València, 1944) és una pintora i escultora valenciana.

## Arquitectura
García Codoñer es va doctorar a la Universitat Politècnica de València amb una tesi sobre les estructures cromàtiques en el paisatge urbà del Cabanyal. L'estudi del cromatisme en l'arquitectura ha seguit present durant la seva carrera.
Ha impartit classes a l'Escola Tècnica Superior d'Arquitectura en les assignatures d'Anàlisis de Formes Arquitectòniques i Anàlisi Gràfica i cromàtic del patrimoni arquitectònic. Ha dirigit el Grup de Recerca de Color en el Patrimoni, inscrit en l'Institut Universitari de Restauració del Patrimoni.
Aquest grup ha investigat i elaborat la carta de color dels cinc barris del Centre Històric de València i també ha estudiat sobre el color als centres històrics de la Comunitat Valenciana i la Regió de Múrcia, com ara Ontinyent, Cartagena, Borriana o Sant Mateu.
Ha dirigit diversos projectes de recerca a nivell nacional i internacional sobre la recuperació del color en l'arquitectura patrimonial.
Dins de la línia que Galeria Punt va dedicar a la revisió de la història de l'art contemporani, l'exposició «Pop feminista» comissariada per Isabel Tejeda va reunir algunes de les seves obres realitzades per la pintora durant la dècada dels anys 70. Tres sèries, «Morfologies», «Misses» i «Labors», que han cobrat una especial visibilitat amb la participació de l'artista en les exposicions «The World Goes Pop» Arxivat 2017-12-04 a Wayback Machine. de la Tate Modern de Londres i la de «Col·lectius Artístics a València sota el Franquisme» de l'IVAM.

## Pintura
García Codoñer va fer estudis de belles arts en la Reial Acadèmia de Belles Arts de Sant Carles. Ha compartit la labor docent i investigadora amb la pintura. Destaca la seva exposició en les Drassanes del Grau: «Vint anys de pintura». Té diverses publicacions de la seva obra plàstica. És directora del Fons de Patrimoni Artístic de la UPV.
La seva pintura es va desenvolupar en paral·lel amb els grups neofigurativos Equip Crònica i Equipo Realitat i de la mateixa forma que aquests extreu imatges de la premsa i vida quotidiana. En els anys setanta va realitzar les seves sèries «Morfologies», «Misses» i «Labors», les quals es van presentar conjuntament en l'exposició «Pop feminista» (2015).
«Morfologies» (1973) és una sèrie d'acrílics en els quals es presenten en colors plans i contrastats visions deformades de parts del cos femení. Dins d'eixa sèrie hi ha l'escultura Tetapop (1973), exposada al Museu Reina Sofia de Madrid. «Misses» (1974) és una visió crítica del món dels concursos de bellesa que realitza a partir de retallades de revistes infantils i femenines. Hi aplica directament les retallades sobre tela o utilitza la tècnica del collage, i ampliar posteriorment la imatge creada. «Labors» (1975-1980) recull elements que ja apareixen en les dues sèries anteriors, com les retallades de misses o els vestits de nina recortables, i afegeix les referències al punt de creu. La sèrie no tracta de reivindicar el caràcter artesanal de les labors, sinó d'exposar el seu paper en la definició de dones dòcils i diligents.